# Neumarkt in der Steiermark
Neumarkt in der Steiermark ist seit Jahresbeginn 2015 eine Gemeinde im Bezirk Murau in der Steiermark. Sie entstand im Rahmen der Gemeindestrukturreform in der Steiermark aus den vormals eigenständigen Gemeinden Dürnstein in der Steiermark, Neumarkt in Steiermark, Kulm am Zirbitz, Mariahof, Perchau am Sattel, Sankt Marein bei Neumarkt und Zeutschach.
Grundlage dafür war das Steiermärkische Gemeindestrukturreformgesetz (StGsrG).
Eine Beschwerde, die von den Gemeinden Dürnstein und Neumarkt gegen die Zusammenlegung beim Verfassungsgerichtshof eingebracht wurde, war nicht erfolgreich.

## Geografie
Neumarkt in der Steiermark liegt am niedrigsten Pass zwischen Steiermark und Kärnten, dem Neumarkter Sattel (894 m), den auch die Rudolfsbahn benutzt. Die Straße überquert den Perchauer Sattel (995 m), der ebenfalls auf Gemeindegebiet liegt. Im Westen steigt das Land zu den Gurktaler Alpen an. Die höchste Erhebung ist der Grebenzen (1892 m). Im Osten liegen die Seetaler Alpen. Die höchsten Gipfel von Neumarkt sind Wenzelalpe (2151 m), Kreiskogel (2306 m) und Scharfes Eck (2364 m).
Die Gemeinde hat eine Fläche von 163,52 Quadratkilometer. Davon entfallen 32 Prozent auf landwirtschaftliche Nutzfläche, 57 Prozent auf Wald und 5 Prozent sind Almen.

### Gemeindegliederung
Das Gemeindegebiet umfasst folgende zehn Ortschaften (Einwohnerzahl Stand 1. Jänner 2024):
- Baierdorf (107)
- Dürnstein in der Steiermark (243)
- Kulm am Zirbitz (281)
- Mariahof (1117)
- Neumarkt in Steiermark (1696)
- Perchau am Sattel (307)
- Sankt Georgen bei Neumarkt (514)
- Sankt Marein bei Neumarkt (373)
- Wildbad Einöd (21)
- Zeutschach (216)

Die Gemeinde besteht aus zehn Katastralgemeinden (Fläche Stand 31. Dezember 2023):
- Adendorf (3.115,99 ha)
- Baierdorf (156,17 ha)
- Dürnstein(1.419,48 ha)
- Greuth (852,8 ha)
- Kulm (1.897,28 ha)
- Neumarkt (514,79 ha)
- Perchau (1.941,94 ha)
- St. Georgen (2.138,46 ha)
- St. Marein (2.480,49 ha)
- Zeutschach (1.835,59 ha)

### Nachbargemeinden
| Teufenbach-Katsch | Scheifling                                  | Judenburg (MT) |
| Sankt Lambrecht   | Kompassrose, die auf Nachbargemeinden zeigt | Obdach (MT)    |
|                   | Friesach (SV Kärnten)                       | Mühlen         |

## Geschichte
Um das Jahr 1000 gehörte das Gebiet von Neumarkt, das damals Graslupp hieß, dem Erzbistum Salzburg. Im Jahr 1224 wird erstmals die Burg Forchtenstein als novo castro erwähnt.
Um 1100 errichtete das Herzogtum Kärnten die Festung Dürnstein auf einem „dürren“ (kahlen) Felsen am Eingang des engen Tales der Olsa zum Neumarkter Sattel. Sie war das Gegenstück zur Befestigung der Salzburger Erzbischöfe. Die erste urkundliche Erwähnung datiert auf 1129. Die Burg konnte weder von den Türken noch von den Ungarn eingenommen werden. Nachdem das Gebäude nach 1610 nicht mehr bewohnt wurde, begann der Verfall. Am Ende des 20. Jahrhunderts schenkte das Bistum Gurk die Ruine der Gemeinde Dürnstein. Sie ist an einen privaten Burgverein verpachtet, der den Wiederaufbau betreibt.
Zu Beginn des 12. Jahrhunderts wurde das Steinschloss auf einem steil abfallenden Felskopf 466 Meter über der Mur erbaut, wobei vermutlich schon ein älterer Bau bestand. Die Burg wurde bis ins 18. Jahrhundert gepflegt, seit 1786 jedoch nicht mehr bewohnt und verfiel nach mehreren Blitzeinschlägen.
Auch der Ort Neumarkt selbst war befestigt, die Ringmauer wurde schon 1394 urkundlich erwähnt. Drei der Befestigungstürme bestehen noch heute und sind bewohnt.

## Kultur und Sehenswürdigkeiten

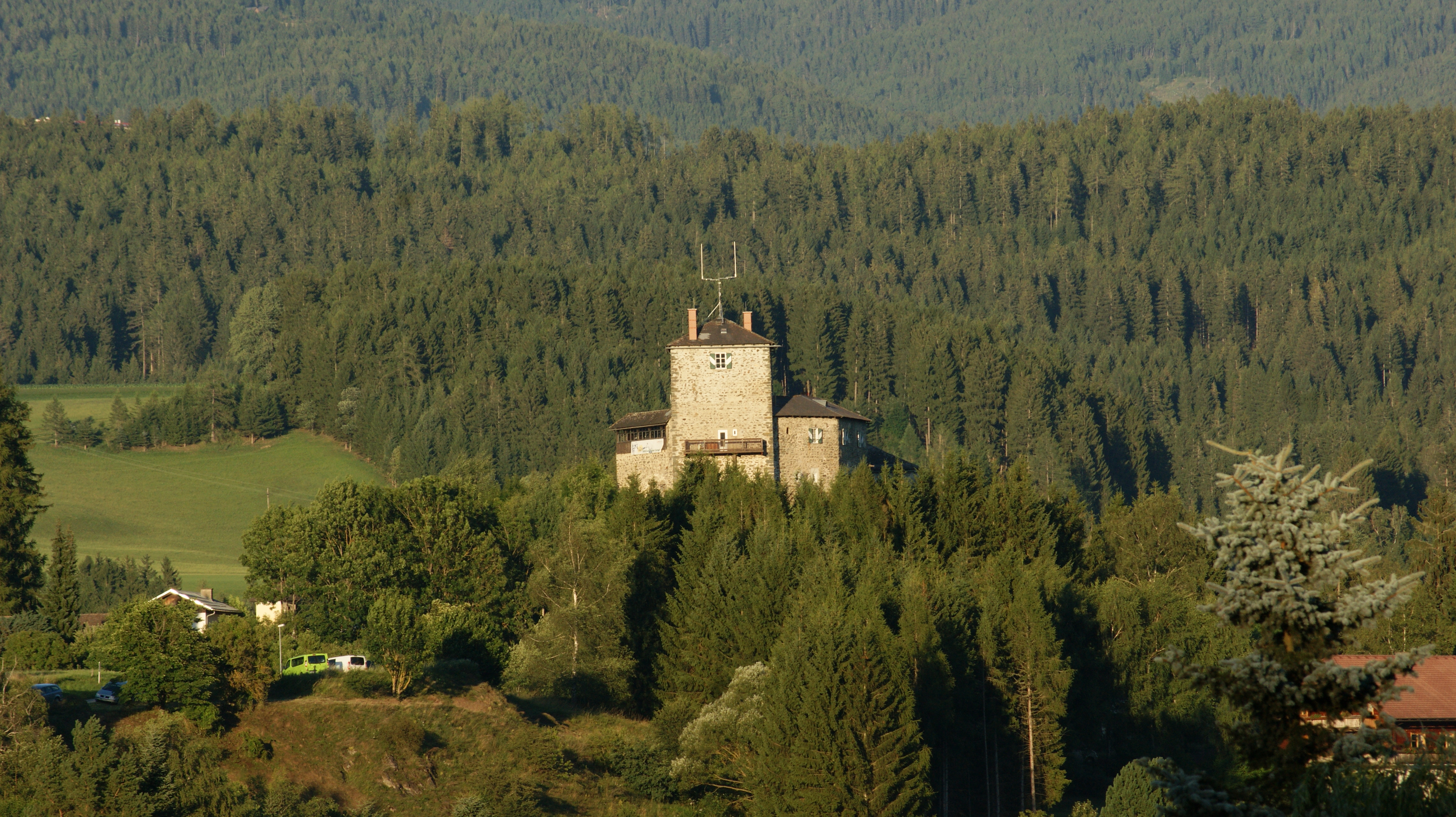
Schloss Forchtenstein

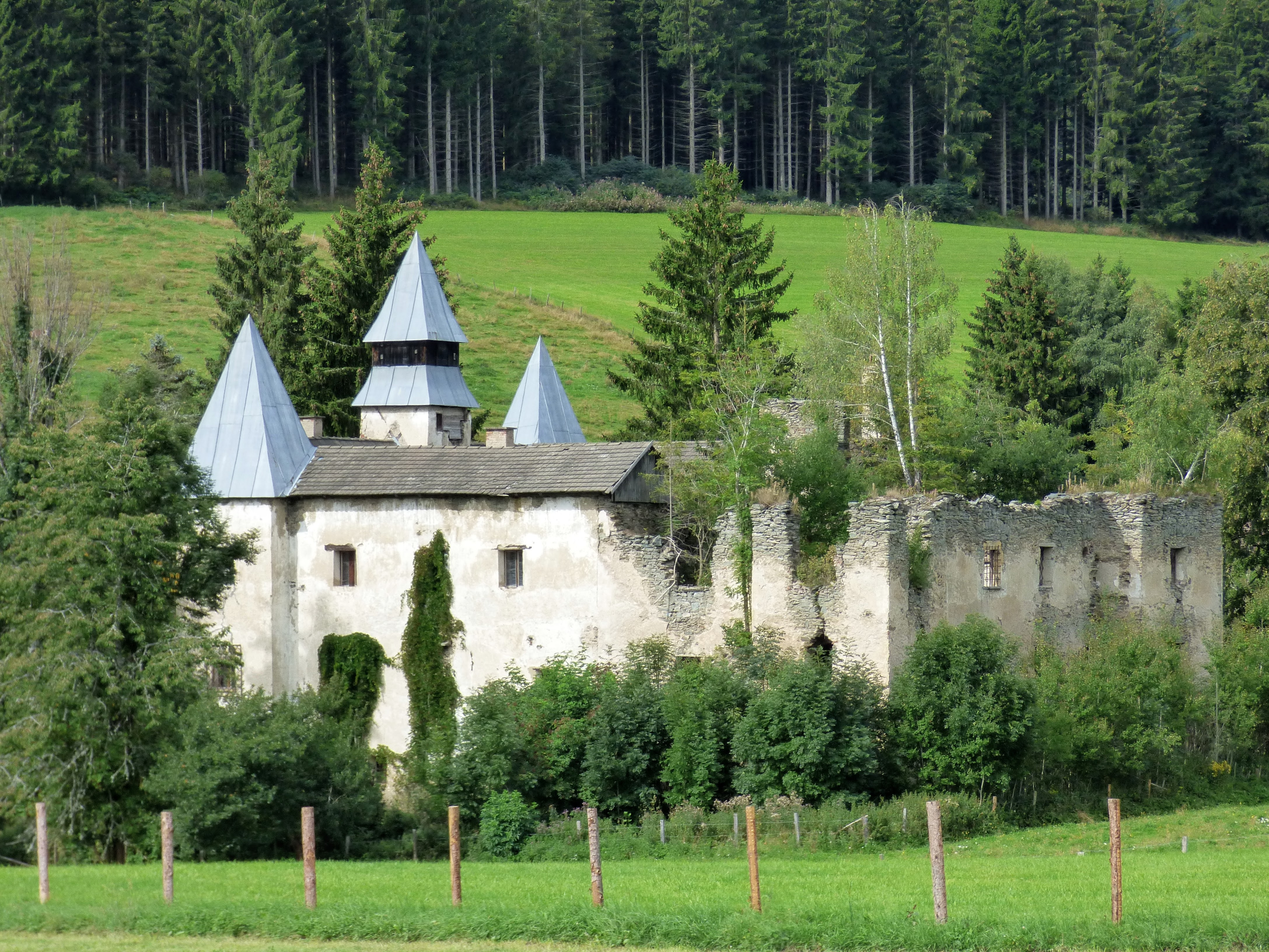
Schloss Oberdorf

- Marktbefestigung Neumarkt in Steiermark und Schloss Forchtenstein
- Schloss Oberdorf
- Pfarrkirche Greith bei Neumarkt
- Pfarrkirche Mariahof
- Pfarrkirche Neumarkt in Steiermark
- Pfarrkirche Perchau
- Pfarrkirche St. Marein bei Neumarkt
- Pfarrkirche Pöllau in Sankt Marein bei Neumarkt

Das Kulturleben der Marktgemeinde Neumarkt zeichnet sich durch eine Vielfalt an traditionellen Vereinen, wie Musikvereinen, Landjugenden, Sportvereinen und Chören aus. Die Sängerrunde Pöllau, die in der Katastralgemeinde St. Marein heimisch ist, konnte 2016 die ORF-Sendung die Große Chance der Chöre für sich entscheiden.

## Wirtschaft und Infrastruktur

### Wirtschaftssektoren
Die folgende Tabelle zeigt die Entwicklung der Anzahl der Betriebe und der Beschäftigten in den Wirtschaftssektoren:
| Wirtschaftssektor            | Anzahl Betriebe | Anzahl Betriebe | Anzahl Betriebe | Erwerbstätige | Erwerbstätige | Erwerbstätige |
| Wirtschaftssektor            | 2021            | 2011            | 2001            | 2021          | 2011          | 2001          |
| ---------------------------- | --------------- | --------------- | --------------- | ------------- | ------------- | ------------- |
| Land- und Forstwirtschaft 1) | 182             | -               | -               | 239           | 267           | 268           |
| Produktion                   | 64              | 70              | 49              | 351           | 297           | 280           |
| Dienstleistung               | 304             | 289             | 205             | 1176          | 960           | 897           |

1) Betriebe mit Fläche in den Jahren 2010 und 1999, Arbeitsstätten im Jahr 2021

### Tourismusverband
Die Gemeinde bildet gemeinsam mit Mühlen und St. Lambrecht den Tourismusverband „Naturpark Zirbitzkogel-Grebenzen“. Dessen Sitz ist in Neumarkt in der Steiermark.

### Verkehr
Der Bahnhof Neumarkt in Steiermark liegt an einem Teilstück der Rudolfsbahn.

## Politik

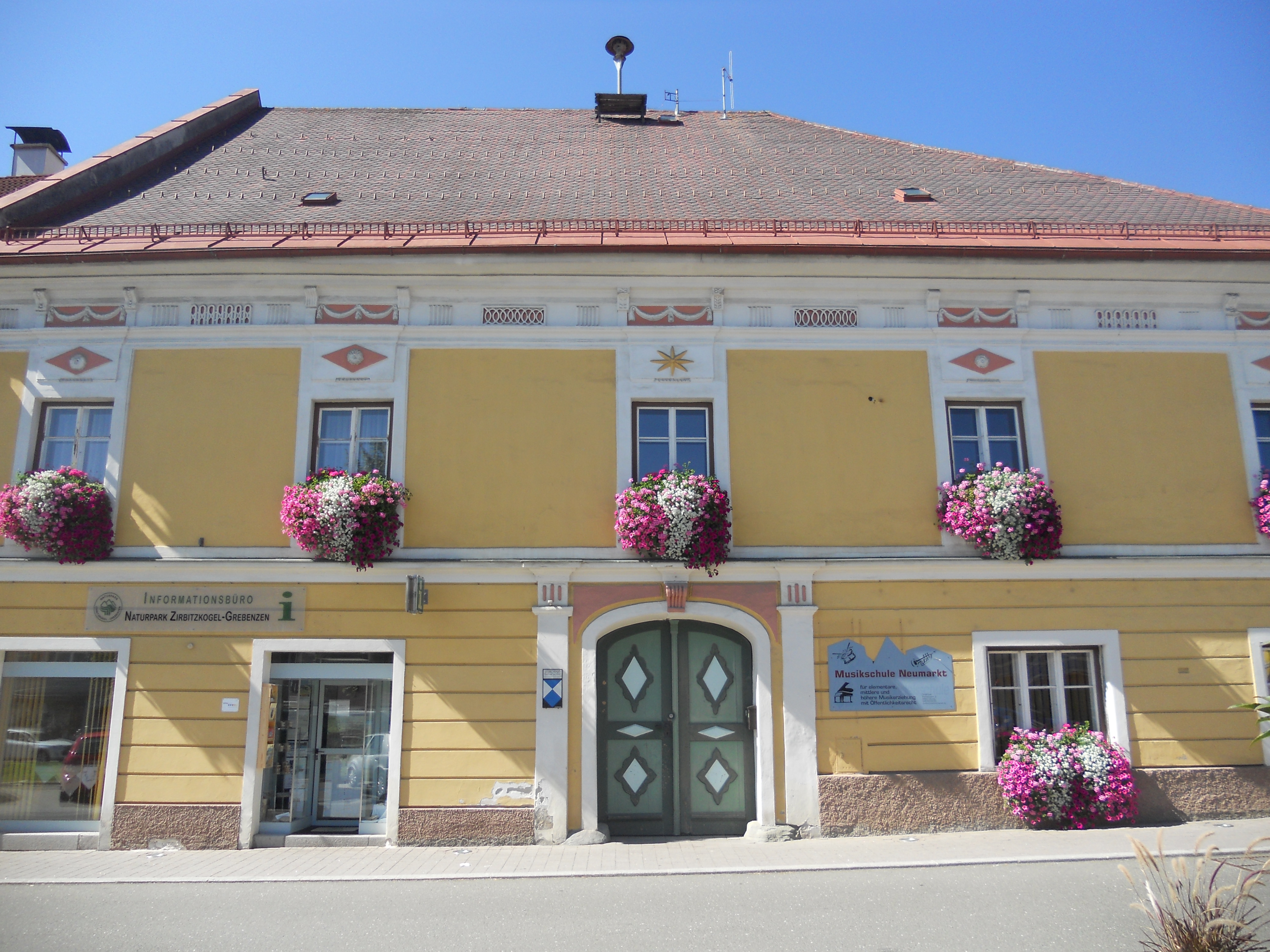
Marktgemeindeamt (seit 2018), hier auf einer Aufnahme von 2012

### Gemeinderat
Der Gemeinderat hat 21 Mitglieder.
- Mit den Gemeinderatswahlen in der Steiermark 2015 hatte der Gemeinderat folgende Verteilung: 12 FPÖ, 9 ÖVP, 2 SPÖ und 2 Grüne.[18] (25 Mitglieder)
- Mit den Gemeinderatswahlen in der Steiermark 2020 hat der Gemeinderat folgende Verteilung: 10 ÖVP, 4 SPÖ, 3 FPÖ, 2 ZNN–Zukunft Neues Neumarkt und 2 Grüne.[19] (21 Mitglieder)

### Bürgermeister
- 2015 Regierungskommissär Florian Plank
- seit 2015 Josef Maier (ÖVP)[20]

### Wappen
Alle Vorgängergemeinden hatten ein Gemeindewappen. Wegen der Gemeindezusammenlegung verloren diese mit 1. Jänner 2015 ihre offizielle Gültigkeit.

Wappen der Vorgängergemeinden
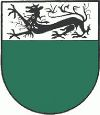
Dürnstein in der Steiermark
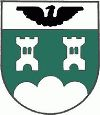
Kulm am Zirbitz
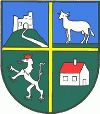
Mariahof
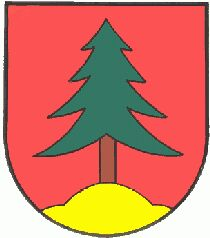
Neumarkt in Steiermark
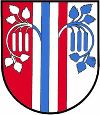
Perchau am Sattel
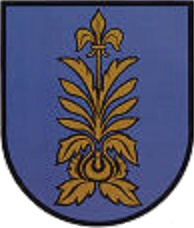
Sankt Marein bei Neumarkt
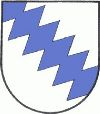
Zeutschach

Die Neuverleihung des Gemeindewappens für die Fusionsgemeinde erfolgte mit Wirkung vom 30. Juni 2016.
Blasonierung (Wappenbeschreibung):
„In blauem Schild eine silberne, mit grüner Tanne auf grünem Berg belegte Spitze, oben beseitet von je einer goldenen heraldischen Lilie mit Staubgefäßen.“
Im Zentrum steht der Tannenbaum der Altgemeinde Neumarkt. Die goldenen Lilien in romanischer Form stehen als Sinnbild für die Marienkirchen in Mariahof und St. Marein. Perchau und Zeutschach finden sich in der Farbe Blau wieder. Die Landesfarbe Grün war auch in den Wappen von Kulm am Zirbitz und Dürnstein enthalten.

## Persönlichkeiten
- Ernst Schindlbacher (* 1938), Landwirt, Politiker und Abgeordneter zum Nationalrat